# Campionato Acriano 2014
Il Campionato Acriano 2014 è stata la 68ª edizione del Campionato Acriano.

## Squadre partecipanti
| Squadra           | Città             |
| ----------------- | ----------------- |
| Alto Acre         | Epitaciolândia    |
| Andirá            | Rio Branco        |
| Atlético Acreano  | Rio Branco        |
| Galvez            | Rio Branco        |
| Náuas             | Cruzeiro do Sul   |
| Plácido de Castro | Plácido de Castro |
| Rio Branco-AC     | Rio Branco        |
| Vasco da Gama-AC  | Rio Branco        |

Nota: Il Náuas era stato inizialmente ripescato al posto del Galvez, che ha rinunciato al campionato per problemi finanziari. Tuttavia, con la rinuncia della Juventus, il Galvez è stato reinserito nel campionato.

## Prima fase
|  | Pos. | Squadra           | Pt | G  | V  | N | P  | GF | GS | DR  |
|  | ---- | ----------------- | -- | -- | -- | - | -- | -- | -- | --- |
|  | 1.   | Atlético Acreano  | 36 | 14 | 11 | 3 | 0  | 29 | 9  | +20 |
|  | 2.   | Rio Branco-AC     | 30 | 14 | 9  | 3 | 2  | 27 | 7  | +20 |
|  | 3.   | Plácido de Castro | 25 | 14 | 8  | 1 | 5  | 28 | 13 | +15 |
|  | 4.   | Galvez            | 19 | 14 | 5  | 4 | 5  | 26 | 23 | +3  |
|  | 5.   | Vasco da Gama-AC  | 15 | 14 | 4  | 3 | 7  | 28 | 29 | -1  |
|  | 6.   | Náuas             | 15 | 14 | 4  | 3 | 7  | 19 | 27 | -8  |
|  | 7.   | Alto Acre         | 11 | 14 | 3  | 2 | 9  | 15 | 39 | -24 |
|  | 8.   | Andirá            | 7  | 14 | 2  | 1 | 11 | 11 | 36 | -25 |

Legenda:

      Ammessi alla Fase finale
      Retrocesso in Segunda Divisão 2015

## Fase finale
|  | Semifinali        | Semifinali        | Semifinali | Semifinali | Semifinali |  |  | Finale           | Finale           | Finale | Finale | Finale |  |
|  |                   |                   |            |            |            |  |  |                  |                  |        |        |        |  |
|  | Galvez            | Galvez            | 0          | 1          | 1          |  |  |                  |                  |        |        |        |  |
|  | Atlético Acreano  | Atlético Acreano  | 1          | 1          | 2          |  |  | Atlético Acreano | Atlético Acreano | 1      | 2      | 3 (2)  |  |
|  | Plácido de Castro | Plácido de Castro | 0          | 1          | 1          |  |  | Rio Branco-AC    | Rio Branco-AC    | 1      | 2      | 3 (3)  |  |
|  | Rio Branco-AC     | Rio Branco-AC     | 1          | 1          | 2          |  |  |                  |                  |        |        |        |  |

## Classifica finale
|  | Pos. | Squadra           | Pt | G  | V  | N | P  | GF | GS | DR  |
|  | ---- | ----------------- | -- | -- | -- | - | -- | -- | -- | --- |
|  | 1.   | Rio Branco-AC     | 36 | 18 | 10 | 6 | 2  | 32 | 11 | +21 |
|  | 2.   | Atlético Acreano  | 42 | 18 | 12 | 6 | 0  | 34 | 13 | +21 |
|  | 3.   | Plácido de Castro | 26 | 16 | 8  | 2 | 6  | 29 | 15 | +14 |
|  | 4.   | Galvez            | 20 | 16 | 5  | 5 | 6  | 27 | 25 | +2  |
|  | 5.   | Vasco da Gama-AC  | 15 | 14 | 4  | 3 | 7  | 28 | 29 | -1  |
|  | 6.   | Náuas             | 15 | 14 | 4  | 3 | 7  | 19 | 27 | -8  |
|  | 7.   | Alto Acre         | 11 | 14 | 3  | 2 | 9  | 15 | 39 | -24 |
|  | 8.   | Andirá            | 7  | 14 | 2  | 1 | 11 | 11 | 36 | -25 |

Legenda:

      Vincitore del Campionato Acriano 2014 e qualificato per la Coppa del Brasile 2015 e per la Copa Verde 2015
      Qualificato per il Campeonato Brasileiro Série D 2014 e per la Coppa del Brasile 2015
      Retrocesso in Segunda Divisão 2015